# Кінлодь
Кі́нлодь — село в Україні, у Закарпатській області, Мукачівському районі.
На початку 20 століття, село виникло на околиці села Зняцево.

## Населення
Згідно з переписом УРСР 1989 року чисельність наявного населення села становила 313 осіб, з яких 157 чоловіків та 156 жінок.
За переписом населення України 2001 року в селі мешкали 222 особи. 100 % населення вказало своєю рідною мовою українську мову.